# Demografija Azerbejdžana
U Azerbejdžanu je prema procjeni stanovništva iz 2009. bilo 8.922.400 stanovnika.
- Muškarci: 4.868.168[1]
- Žene: 5.021.314[1]
- Gustina naseljenosti: 103.03 na km²[1]
- Površina: 86.600 km²

## Demografija[2]

### Nacionalnost
U Azerbejdžanu većina stanovnika se po nacionalnosti izjašnjavaju kao Azeri.
| Narod      | Broj pripadnika i postotak        |
| ---------- | --------------------------------- |
| Azeri      | 8.172.800 (91,6%)                 |
| Dagestanci | 180.300 (2,0%)                    |
| Rusi       | 119,300 (1,35%)                   |
| Jermeni    | 120.300 (1,35%) (Nagorno-Karabah) |
| Ostali     | 329.700 (4,0%)                    |

### Religija
Islam je najraširenija religija u Azerbejdžanu.
| Religija                           | Broj pripadnika i postotak |
| ---------------------------------- | -------------------------- |
| Islam (većinom šiiti)              | 8.565.504 (96,0%)          |
| Hrišćanstvo (uglavnom pravoslavci) | 267.672 (3,0%)             |
| Ostale                             | 90.116 (1,0%)              |

### Jezici
U Azerbejdžanu, najviše ljudi govori azerskim jezikom.
| Maternji jezik   | Broj pripadnika i postotak        |
| ---------------- | --------------------------------- |
| Azerski          | 8.235.375 (92,3%)                 |
| Lezginski        | 182.677 (2,2%)                    |
| Ruski            | 119.000 (1,34%)                   |
| Jermenski        | 119.500 (1,34%) (Nagorno-Karabah) |
| Ostali jezici    | 274.016 (3,0%)                    |
| Nepoznati jezici | 83.035 (0,93%)                    |

### Starosna struktura
| Godine   | <15                | 15-65              | 65>             |
| -------- | ------------------ | ------------------ | --------------- |
| Muškarci | 1.228.518 (25,24%) | 3.401.334 (69,87%) | 238.315 (4,90%) |
| Žene     | 1.089.561 (21,70%) | 3.518.576 (70,07%) | 413.176 (8,23%) |
| Ukupno   | 2.318.079 (23,44%) | 6.919.910 (69,97%) | 651.491 (6,59%) |

### Srednja starost
|          | Srednja starost |
| -------- | --------------- |
| Muškarci | 26,90           |
| Žene     | 30,30           |
| Ukupno   | 28,50           |

### Stopa migracije, nataliteta i mortaliteta
| Stopa migracije   | na 1.000 stanovnika | -1,42 |
| Stopa nataliteta  | na 1.000 stanovnika | 17,75 |
| Stopa mortaliteta | na 1.000 stanovnika | 8,28  |

### Stopa rasta stanovništva
|                          | na 1.000 stanovnika | postotak |
| ------------------------ | ------------------- | -------- |
| Stopa rasta stanovništva | 9,47                | 0,81%    |

### Stopa umrle dojenčadi
| Muškarci | na 1.000 živorođenih | 11,67 |
| Žene     | na 1.000 živorođenih | 9,32  |
| Ukupno   | na 1.000 živorođenih | 10,60 |

### Očekivani životni vjek
| Muškarci | 62,86 |
| Žene     | 71,67 |
| Ukupno   | 67,01 |

### Stopa fertiliteta
Stopa fertiliteta: 1,92

### Pismenost
- Muškarci: 99,9%[4]
- Žene: 99,7%[4]
- Ukupno: 99,8%[4]